# Mangkujajar
Mangkujajar is een bestuurslaag in het regentschap Lamongan van de provincie Oost-Java, Indonesië. Mangkujajar telt 1759 inwoners (volkstelling 2010).